# Montestruc-sur-Gers
Montestruc-sur-Gers est une commune française située dans le centre du département du Gers en région Occitanie. Sur le plan historique et culturel, la commune est dans le Pays de Gaure, un territoire au cœur de la Gascogne caractérisé par ses champs céréaliers et d'oléagineux, entrecoupés de maigres bois et prairies.
Exposée à un climat océanique altéré, elle est drainée par le Gers, l'Aulouste, l'Ousse et par divers autres petits cours d'eau.
Montestruc-sur-Gers est une commune rurale qui compte 700 habitants en 2022.  Elle fait partie de l'aire d'attraction d'Auch. Ses habitants sont appelés les Montestrucois.

## Géographie

### Localisation
Commune de Gascogne située en Lomagne, Montestruc a été érigé sur le flanc sud d'une colline dominant le Gers et l'Ousse qui traverse aussi la commune.
La Nationale 21 traverse la commune.

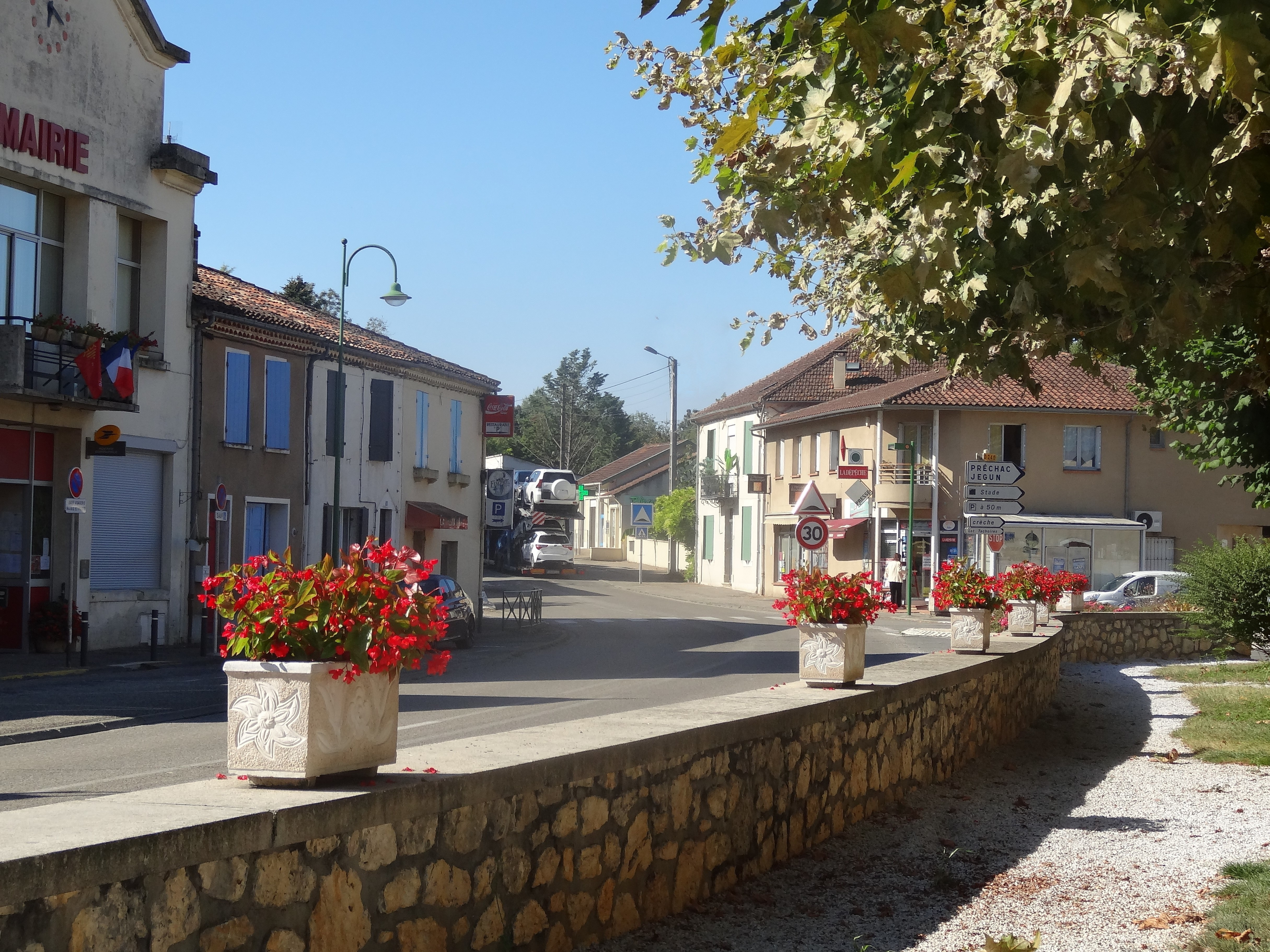
Montestruc et la N 21 qui la traverse.
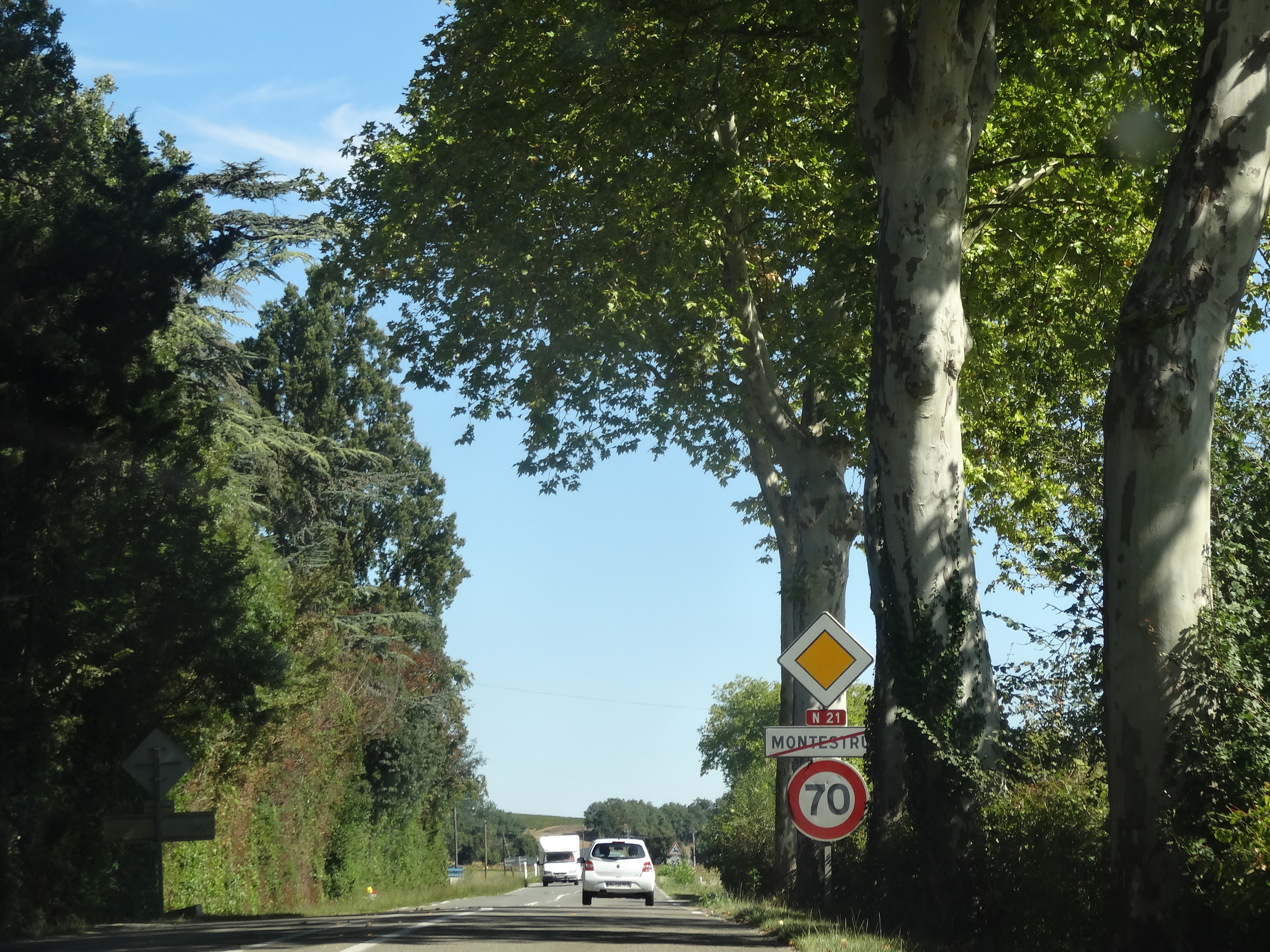
Sortie nord de Montestruc sur la N21.

### Communes limitrophes
Les communes limitrophes sont  Fleurance, Gavarret-sur-Aulouste, Lalanne, Préchac, Puységur et Sainte-Christie.
|          | Fleurance           | Lalanne               |
| Préchac  | Montestruc-sur-Gers | Gavarret-sur-Aulouste |
| Puységur | Sainte-Christie     |                       |

### Hydrographie

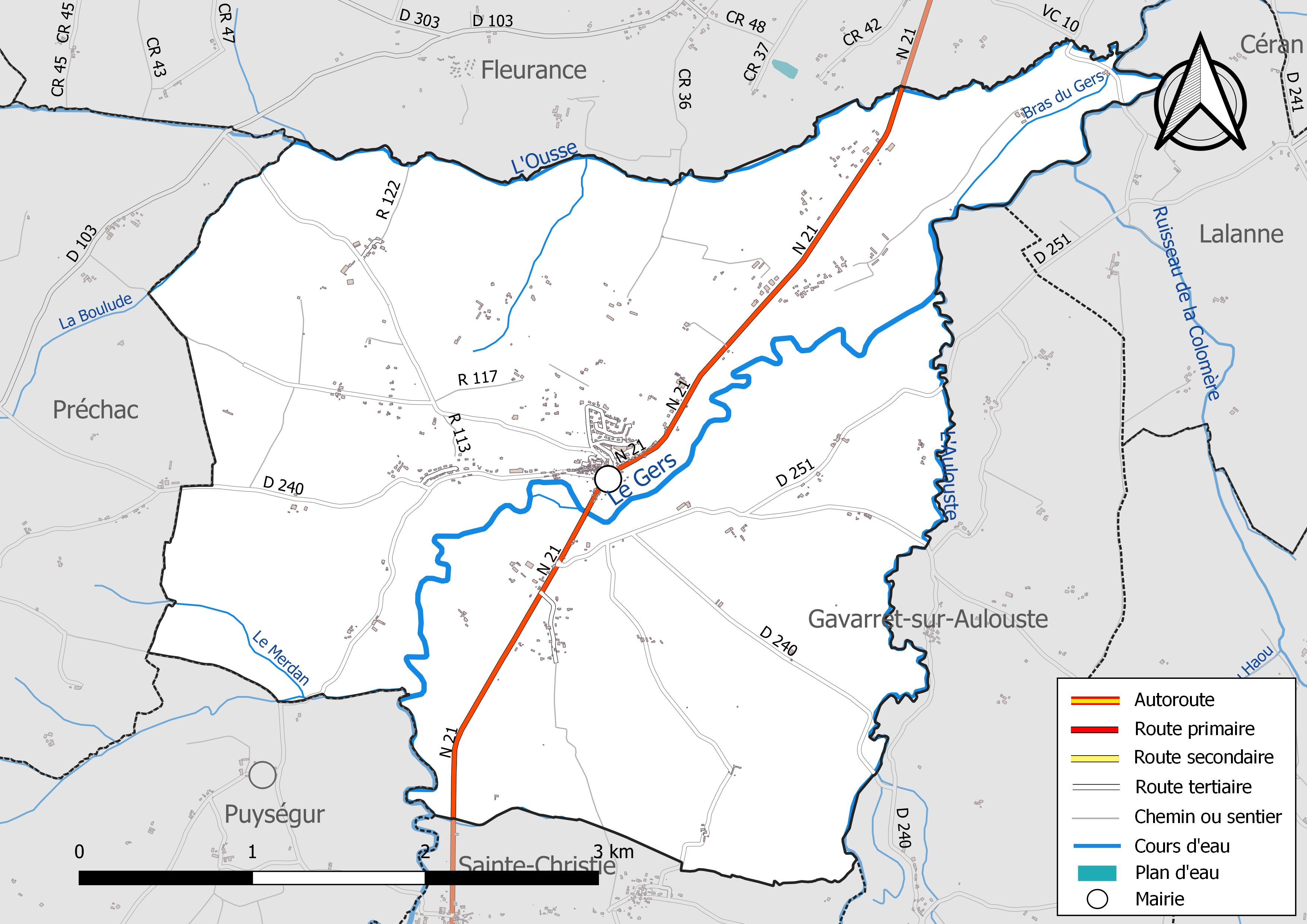
Réseaux hydrographique et routier de Montestruc-sur-Gers.

La commune est dans le bassin de la Garonne, au sein du bassin hydrographique Adour-Garonne. Elle est drainée par le Gers, l'Aulouste, l'Ousse, un bras du Gers, un bras du Gers, la Boulude, le Merdan et par divers petits cours d'eau, qui constituent un réseau hydrographique de 21 km de longueur totale,.
Le Gers, d'une longueur totale de 175,4 km, prend sa source dans la commune de Lannemezan et s'écoule vers le nord. Il traverse la commune et se jette dans la Garonne à Layrac, après avoir traversé 47 communes.
L'Aulouste, d'une longueur totale de 20,6 km, prend sa source dans la commune de Montaut-les-Créneaux et s'écoule vers le nord. Il traverse la commune et se jette dans le Gers à Garravet, après avoir traversé 7 communes.
L'Ousse, d'une longueur totale de 10,6 km, prend sa source dans la commune de Puységur et s'écoule du sud-ouest vers le nord-est. Il traverse la commune et se jette dans le Gers à Lalanne, après avoir traversé 6 communes.

### Climat
Pour des articles plus généraux, voir Climat de l'Occitanie et Climat du Gers.
En 2010, le climat de la commune est de type climat du Bassin du Sud-Ouest, selon une étude s'appuyant sur une série de données couvrant la période 1971-2000. En 2020, Météo-France publie une typologie des climats de la France métropolitaine dans laquelle la commune est exposée à un climat océanique altéré et est dans la région climatique Aquitaine, Gascogne, caractérisée par une pluviométrie abondante au printemps, modérée en automne, un faible ensoleillement au printemps, un été chaud (19,5 °C), des vents faibles, des brouillards fréquents en automne et en hiver et des orages fréquents en été (15 à 20 jours).
Pour la période 1971-2000, la température annuelle moyenne est de 13,3 °C, avec une amplitude thermique annuelle de 16,1 °C. Le cumul annuel moyen de précipitations est de 753 mm, avec 10,2 jours de précipitations en janvier et 6,2 jours en juillet. Pour la période 1991-2020, la température moyenne annuelle observée sur la station météorologique la plus proche, située sur la commune d'Auch à 17 km à vol d'oiseau, est de 13,5 °C et le cumul annuel moyen de précipitations est de 695,8 mm,. Pour l'avenir, les paramètres climatiques de la commune estimés pour 2050 selon différents scénarios d'émission de gaz à effet de serre sont consultables sur un site dédié publié par Météo-France en novembre 2022.

### Milieux naturels et biodiversité
Aucun espace naturel présentant un intérêt patrimonial n'est recensé sur la commune dans l'inventaire national du patrimoine naturel,,.

## Urbanisme

### Typologie
Au 1er janvier 2024, Montestruc-sur-Gers est catégorisée commune rurale à habitat dispersé, selon la nouvelle grille communale de densité à sept niveaux définie par l'Insee en 2022.
Elle est située hors unité urbaine. Par ailleurs la commune fait partie de l'aire d'attraction d'Auch, dont elle est une commune de la couronne,. Cette aire, qui regroupe 112 communes, est catégorisée dans les aires de 50 000 à moins de 200 000 habitants,.

### Occupation des sols
L'occupation des sols de la commune, telle qu'elle ressort de la base de données européenne d’occupation biophysique des sols Corine Land Cover (CLC), est marquée par l'importance des territoires agricoles (96,7 % en 2018), en diminution par rapport à 1990 (98,6 %). La répartition détaillée en 2018 est la suivante : 
terres arables (48,2 %), zones agricoles hétérogènes (30,4 %), cultures permanentes (9,8 %), prairies (8,2 %), zones urbanisées (1,9 %), forêts (1,4 %). L'évolution de l’occupation des sols de la commune et de ses infrastructures peut être observée sur les différentes représentations cartographiques du territoire : la carte de Cassini (XVIIIe siècle), la carte d'état-major (1820-1866) et les cartes ou photos aériennes de l'IGN pour la période actuelle (1950 à aujourd'hui).

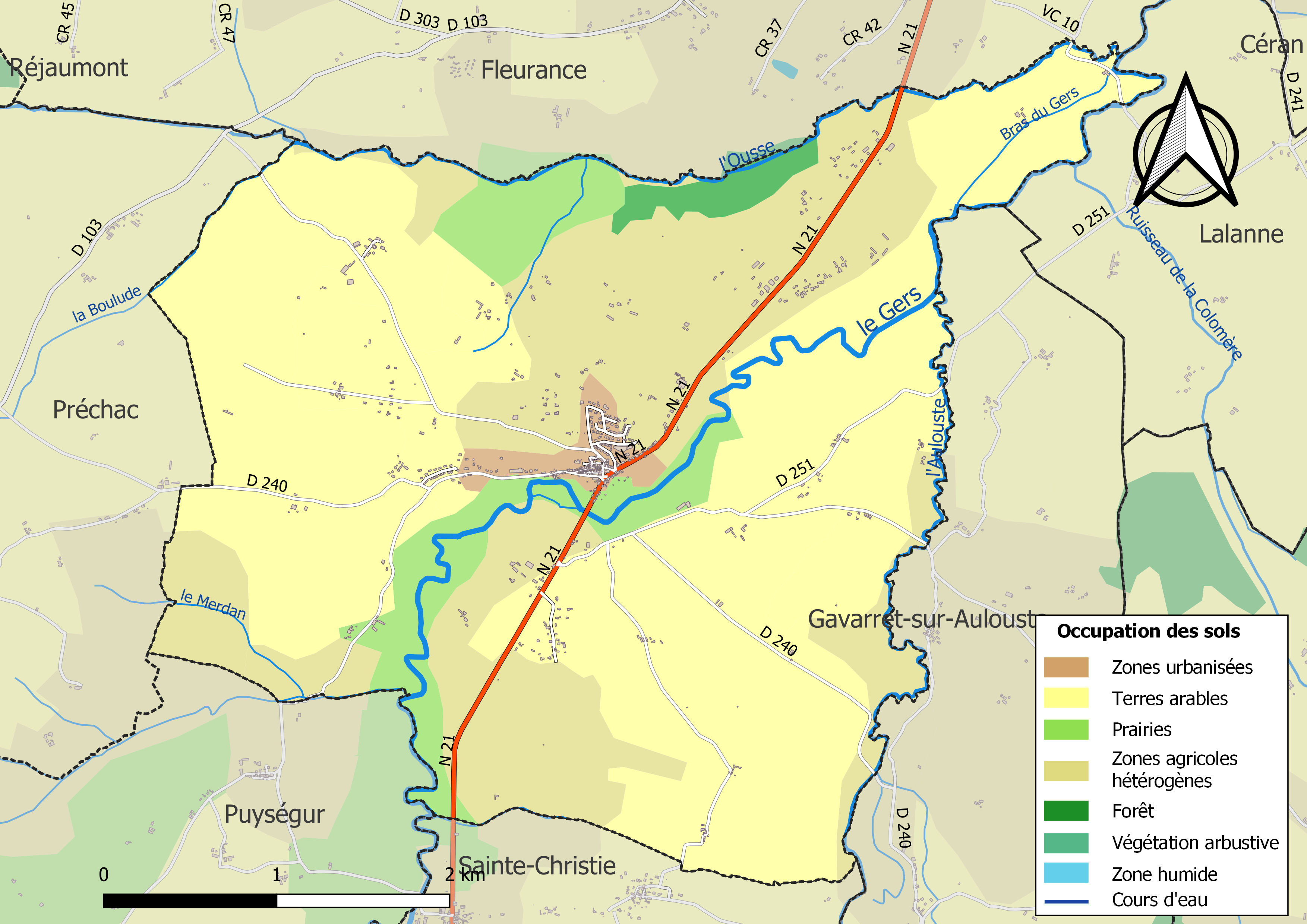
Carte des infrastructures et de l'occupation des sols de la commune en 2018 (CLC).

### Habitat et logement
En 2018, le nombre total de logements dans la commune était de 375, alors qu'il était de 379 en 2013 et de 342 en 2008.
Parmi ces logements, 86,7 % étaient des résidences principales, 2,4 % des résidences secondaires et 10,9 % des logements vacants. Ces logements étaient pour 89,2 % d'entre eux des maisons individuelles et pour 10,5 % des appartements.
Le tableau ci-dessous présente la typologie des logements à Montestruc-sur-Gers en 2018 en comparaison avec celle du Gers et de la France entière. Une caractéristique marquante du parc de logements est ainsi une proportion de résidences secondaires et logements occasionnels (2,4 %) inférieure à celle du département (9,6 %) et à celle de la France entière (9,7 %). Concernant le statut d'occupation de ces logements, 70,7 % des habitants de la commune sont propriétaires de leur logement (65,9 % en 2013), contre 68,9 % pour le Gers et 57,5 % pour la France entière.
| Typologie                                               | Montestruc-sur-Gers | Gers | France entière |
| ------------------------------------------------------- | ------------------- | ---- | -------------- |
| Résidences principales (en %)                           | 86,7                | 79,9 | 82,1           |
| Résidences secondaires et logements occasionnels (en %) | 2,4                 | 9,6  | 9,7            |
| Logements vacants (en %)                                | 10,9                | 10,6 | 8,2            |

### Risques naturels et technologiques
Le territoire de la commune de Montestruc-sur-Gers est vulnérable à différents aléas naturels : météorologiques (tempête, orage, neige, grand froid, canicule ou sécheresse), inondations et séisme (sismicité très faible). Il est également exposé à deux risques technologiques,  le transport de matières dangereuses et la rupture d'une digue. Un site publié par le BRGM permet d'évaluer simplement et rapidement les risques d'un bien localisé soit par son adresse soit par le numéro de sa parcelle.

#### Risques naturels
Montestruc-sur-Gers se situe en zone de sismicité 1 (sismicité très faible).
Certaines parties du territoire communal sont susceptibles d’être affectées par le risque d’inondation par débordement de cours d'eau, notamment le Gers, l'Aulouste et l'Ousse. La cartographie des zones inondables en ex-Midi-Pyrénées réalisée dans le cadre du XIe Contrat de plan État-région, visant à informer les citoyens et les décideurs sur le risque d’inondation, est accessible sur le site de la DREAL Occitanie. La commune a été reconnue en état de catastrophe naturelle au titre des dommages causés par les inondations et coulées de boue survenues en 1999, 2002, 2009 et 2018,.

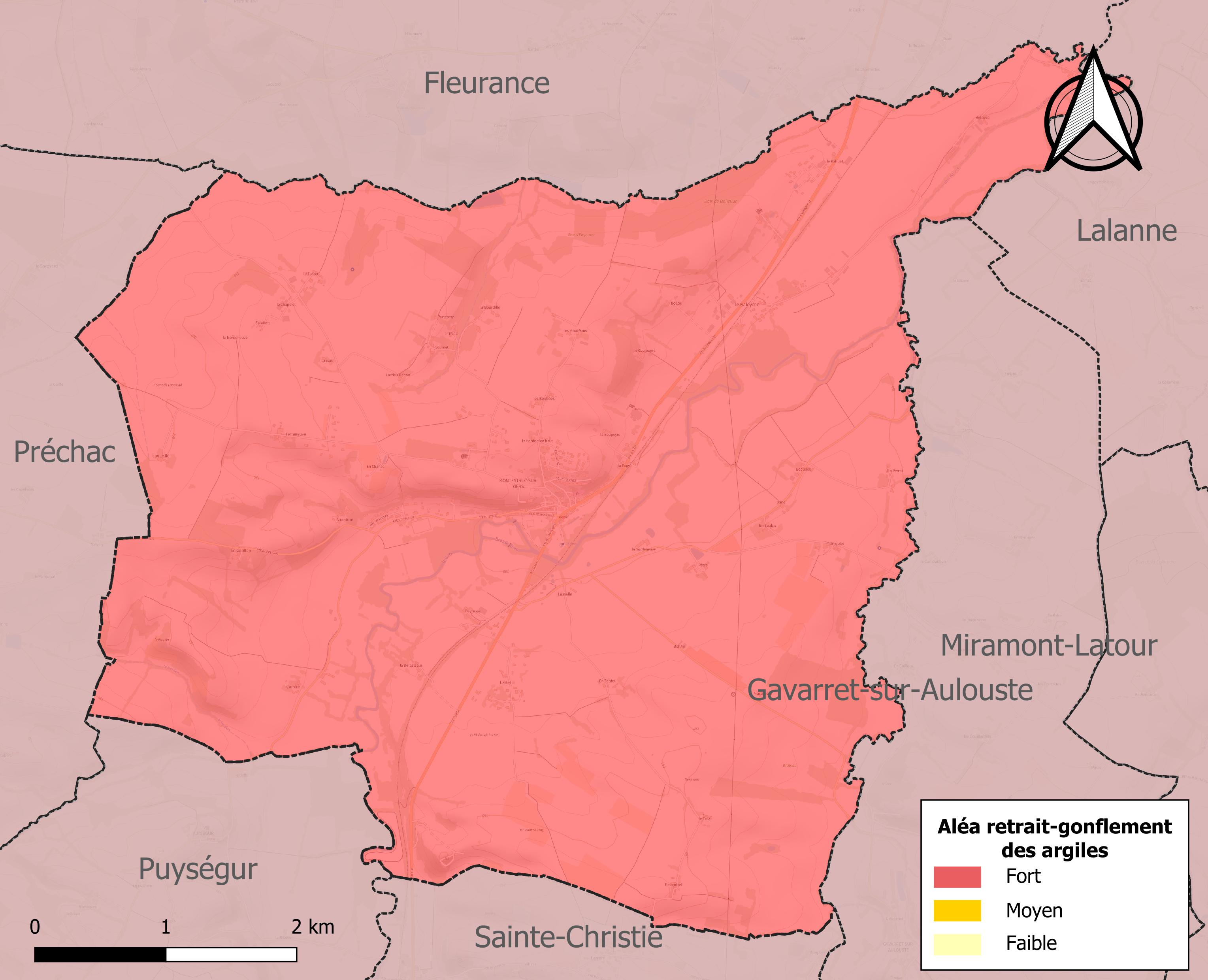
Carte des zones d'aléa retrait-gonflement des sols argileux de Montestruc-sur-Gers.

Le retrait-gonflement des sols argileux est susceptible d'engendrer des dommages importants aux bâtiments en cas d’alternance de périodes de sécheresse et de pluie. La totalité de la commune est en aléa moyen ou fort (94,5 % au niveau départemental et 48,5 % au niveau national). Sur les 344 bâtiments dénombrés sur la commune en 2019, 344 sont en aléa moyen ou fort, soit 100 %, à comparer aux 93 % au niveau départemental et 54 % au niveau national. Une cartographie de l'exposition du territoire national au retrait gonflement des sols argileux est disponible sur le site du BRGM,.
Par ailleurs, afin de mieux appréhender le risque d’affaissement de terrain, l'inventaire national des cavités souterraines permet de localiser celles situées sur la commune.
Concernant les mouvements de terrains, la commune a été reconnue en état de catastrophe naturelle au titre des dommages causés par la sécheresse en 1989, 1991, 1993, 1998, 2003, 2016 et 2019 et par des mouvements de terrain en 1999.

#### Risques technologiques
Le risque de transport de matières dangereuses sur la commune est lié à sa traversée par des infrastructures routières ou ferroviaires importantes ou la présence d'une canalisation de transport d'hydrocarbures. Un accident se produisant sur de telles infrastructures est en effet susceptible d’avoir des effets graves au bâti ou aux personnes jusqu’à 350 m, selon la nature du matériau transporté. Des dispositions d’urbanisme peuvent être préconisées en conséquence.
Des digues sont présentes sur le territoire communal. En cas de destruction partielle ou totale de l'une d'entre elles soit par surverse, soit par effet de renard, soit par affouillement de sa base, soit par rupture d'ensemble progressive ou brutale, des dégâts importants peuvent être occasionnés aux habitations et personnes situées sur le parcours de l'onde de submersion. Le risque est en principe pris en compte dans les documents d'urbanisme. Il n'existe par contre pas de système d'alerte en cas de rupture de digue.

## Toponymie
Montestruc voudrait dire soit « mont aigüe ou pointu », soit en dérivant de monté astruco, « mont étoilé »[réf. nécessaire].
La localité est dénommée Montastruc en gascon.

## Histoire
Le bourg a été très éprouvé par les inondations de l'été 1977. Dorénavant, le village se développe sur le sommet du plateau sur le site de l'ancienne citadelle, hors d'atteinte des crues du Gers. De ce fait, Montestruc est un village escarpé, avec plusieurs escaliers de communications, à l'exemple des pousterles de la Préfecture du département Auch.

## Politique et administration

### Rattachements administratifs et électoraux

#### Rattachements administratifs
La commune se trouve depuis 1926 dans l'arrondissement de Condom du département du Gers.
Elle faisait partie depuis 1793 du canton de Fleurance . Dans le cadre du redécoupage cantonal de 2014 en France, cette circonscription administrative territoriale a disparu, et le canton n'est plus qu'une circonscription électorale.

#### Rattachements électoraux
Pour les élections départementales, la commune fait partie depuis 2014 du canton de Fleurance-Lomagne
Pour l'élection des députés, elle fait partie de la deuxième circonscription du Gers.

### Intercommunalité
Montestruc-sur-Gers est membre de la communauté de communes de la Lomagne gersoise, un établissement public de coopération intercommunale (EPCI) à fiscalité propre créé fin 1998  et auquel la commune a transféré un certain nombre de ses compétences, dans les conditions déterminées par le code général des collectivités territoriales.

### Liste des maires
| Période                                  | Période                       | Identité       | Étiquette | Qualité                                                                                       |
| ---------------------------------------- | ----------------------------- | -------------- | --------- | --------------------------------------------------------------------------------------------- |
| Les données manquantes sont à compléter. |                               |                |           |                                                                                               |
| avant 1981                               |                               | Guy Porterie   | PS        |                                                                                               |
| Les données manquantes sont à compléter. |                               |                |           |                                                                                               |
| mars 2001                                | 2008                          | Jean Rebeil    |           |                                                                                               |
| 2008                                     | 2014                          | Michel Barnabé |           | Médecin généraliste retraité                                                                  |
| 2014                                     | août 2022                     | Janine Savonet | DVG       | Retraitée Fonction publique Mandat écourté par la démission d'une partie du conseil municipal |
| octobre 2022                             | En cours (au 18 janvier 2023) | Gisèle Gimat   |           | Cadre retraitée                                                                               |

## Équipements et services publics

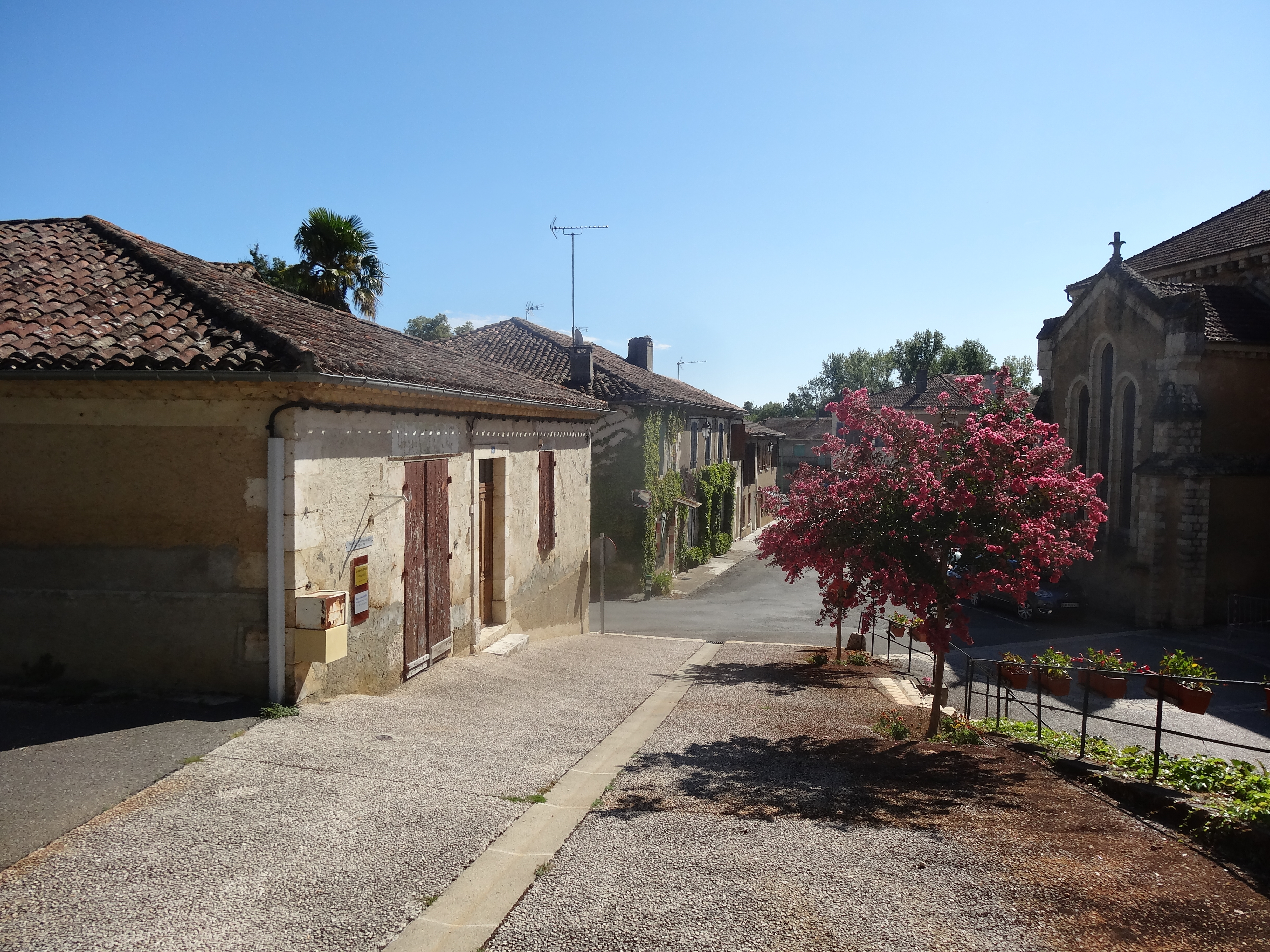
Cabinet d'infirmières et village.
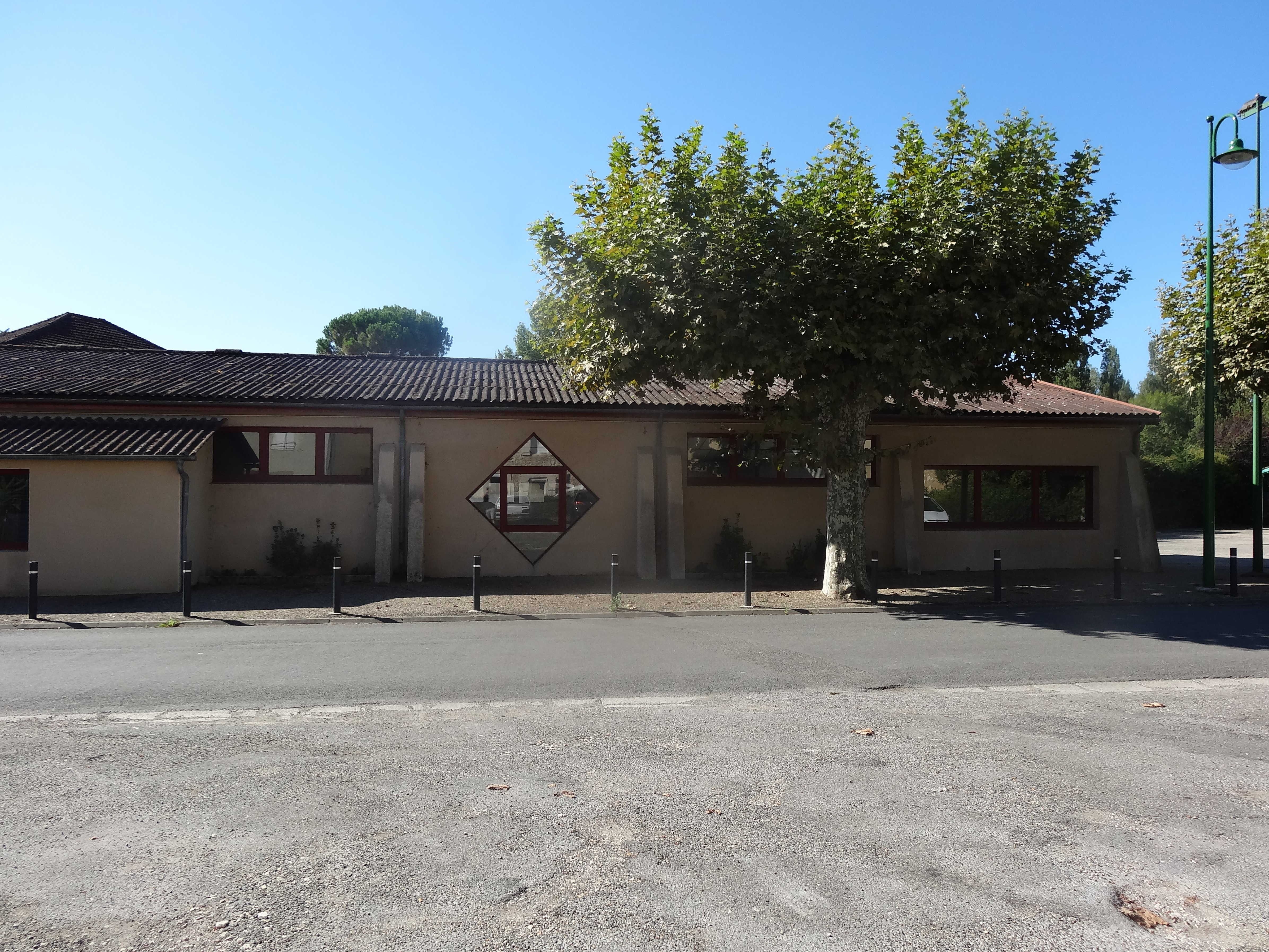
La salle des fêtes.

## Population et société

### Démographie
L'évolution du nombre d'habitants est connue à travers les recensements de la population effectués dans la commune depuis 1793. Pour les communes de moins de 10 000 habitants, une enquête de recensement portant sur toute la population est réalisée tous les cinq ans, les populations de référence des années intermédiaires étant quant à elles estimées par interpolation ou extrapolation. Pour la commune, le premier recensement exhaustif entrant dans le cadre du nouveau dispositif a été réalisé en 2006.

En 2022, la commune comptait 700 habitants, en évolution de −1,27 % par rapport à 2016 (Gers : +1,04 %, France hors Mayotte : +2,11 %).
| 1793 | 1800 | 1806 | 1821 | 1831 | 1841 | 1846 | 1851 | 1856 |
| ---- | ---- | ---- | ---- | ---- | ---- | ---- | ---- | ---- |
| 812  | 542  | 607  | 779  | 789  | 809  | 822  | 754  | 752  |

| 1861 | 1866 | 1872 | 1876 | 1881 | 1886 | 1891 | 1896 | 1901 |
| ---- | ---- | ---- | ---- | ---- | ---- | ---- | ---- | ---- |
| 718  | 741  | 701  | 720  | 747  | 695  | 640  | 652  | 636  |

| 1906 | 1911 | 1921 | 1926 | 1931 | 1936 | 1946 | 1954 | 1962 |
| ---- | ---- | ---- | ---- | ---- | ---- | ---- | ---- | ---- |
| 646  | 618  | 568  | 578  | 549  | 564  | 564  | 544  | 500  |

| 1968 | 1975 | 1982 | 1990 | 1999 | 2006 | 2011 | 2016 | 2021 |
| ---- | ---- | ---- | ---- | ---- | ---- | ---- | ---- | ---- |
| 563  | 568  | 541  | 608  | 597  | 688  | 706  | 709  | 700  |

| 2022 | - | - | - | - | - | - | - | - |
| ---- | - | - | - | - | - | - | - | - |
| 700  | - | - | - | - | - | - | - | - |

### Sports et loisirs
Équipe de rugby à XV évolue en championnat de France 3e série de rugby à XV.

## Économie

### Revenus
En 2018  (données Insee publiées en septembre 2021), la commune compte 318 ménages fiscaux, regroupant 697 personnes. La médiane du revenu disponible par unité de consommation est de 20 170 € (20 820 € dans le département).

### Emploi
|                | 2008  | 2013  | 2018  |
| -------------- | ----- | ----- | ----- |
| Commune        | 5,5 % | 8,8 % | 11 %  |
| Département    | 6,1 % | 7,5 % | 8,2 % |
| France entière | 8,3 % | 10 %  | 10 %  |

En 2018, la population âgée de 15 à 64 ans s'élève à 398 personnes, parmi lesquelles on compte 80,4 % d'actifs (69,4 % ayant un emploi et 11 % de chômeurs) et 19,6 % d'inactifs,. En  2018, le taux de chômage communal (au sens du recensement) des 15-64 ans est supérieur à celui du département et de la France, alors qu'en 2008 la situation était inverse.
La commune fait partie de la couronne de l'aire d'attraction d'Auch, du fait qu'au moins 15 % des actifs travaillent dans le pôle,. Elle compte 162 emplois en 2018, contre 166 en 2013 et 180 en 2008. Le nombre d'actifs ayant un emploi résidant dans la commune est de 278, soit un indicateur de concentration d'emploi de 58,2 % et un taux d'activité parmi les 15 ans ou plus de 56,3 %.
Sur ces 278 actifs de 15 ans ou plus ayant un emploi, 76 travaillent dans la commune, soit 27 % des habitants. Pour se rendre au travail, 92,5 % des habitants utilisent un véhicule personnel ou de fonction à quatre roues, 0,4 % les transports en commun, 1,4 % s'y rendent en deux-roues, à vélo ou à pied et 5,7 % n'ont pas besoin de transport (travail au domicile).

### Activités hors agriculture

#### Secteurs d'activités
51 établissements sont implantés  à Montestruc-sur-Gers au 31 décembre 2019. Le tableau ci-dessous en détaille le nombre par secteur d'activité et compare les ratios avec ceux du département,.
| Secteur d'activité                                                                                        | Commune | Commune | Département |
| Secteur d'activité                                                                                        | Nombre  | %       | %           |
| --- | ------- | ------- | ----------- |
| Ensemble                                                                                                  | 51      |         |             |
| Industrie manufacturière, industries extractives et autres                                                | 5       | 9,8 %   | (12,3 %)    |
| Construction                                                                                              | 12      | 23,5 %  | (14,6 %)    |
| Commerce de gros et de détail, transports, hébergement et restauration                                    | 19      | 37,3 %  | (27,7 %)    |
| Information et communication                                                                              | 1       | 2 %     | (1,8 %)     |
| Activités immobilières                                                                                    | 3       | 5,9 %   | (5,2 %)     |
| Activités spécialisées, scientifiques et techniques et activités de services administratifs et de soutien | 2       | 3,9 %   | (14,4 %)    |
| Administration publique, enseignement, santé humaine et action sociale                                    | 9       | 17,6 %  | (12,3 %)    |

Le secteur du commerce de gros et de détail, des transports, de l'hébergement et de la restauration est prépondérant sur la commune puisqu'il représente 37,3 % du nombre total d'établissements de la commune (19 sur les 51 entreprises implantées  à Montestruc-sur-Gers), contre 27,7 % au niveau départemental.

#### Entreprises et commerces
Les quatre entreprises ayant leur siège social sur le territoire communal qui génèrent le plus de chiffre d'affaires en 2020 sont : 
- MNC Altona, commerce de gros (commerce interentreprises) non spécialisé (15 089 k€)
- Commercial Ops, autres commerces de détail spécialisés divers (2 887 k€)
- SARL Christian Lacroix, travaux d'installation d'eau et de gaz en tous locaux (1 202 k€)
- SAS Du Chapelet, production d'électricité (36 k€)

### Agriculture
La commune est dans le « Haut-Armagnac », une petite région agricole occupant le centre du département du Gers. En 2020, l'orientation technico-économique de l'agriculture  sur la commune est l'exploitation de grandes cultures (hors céréales et oléoprotéagineuses).
|               | 1988  | 2000  | 2010 | 2020  |
| ------------- | ----- | ----- | ---- | ----- |
| Exploitations | 34    | 25    | 22   | 26    |
| SAU (ha)      | 1 150 | 1 032 | 895  | 1 141 |

Le nombre d'exploitations agricoles en activité et ayant leur siège dans la commune est passé de 34 lors du recensement agricole de 1988  à 25 en 2000 puis à 22 en 2010 et enfin à 26 en 2020, soit une baisse de 24 % en 32 ans. Le même mouvement est observé à l'échelle du département qui a perdu pendant cette période 51 % de ses exploitations,. La surface agricole utilisée sur la commune a également diminué, passant de 1 150 ha en 1988 à 1 141 ha en 2020. Parallèlement la surface agricole utilisée moyenne par exploitation a augmenté, passant de 34 à 44 ha.

## Culture locale et patrimoine

### Lieux et monuments
- L'église Saint-Caprais a été édifiée au XIXe siècle dans le style néo-gothique. Seule la base du clocher est ancienne.

L'église Saint-Caprais
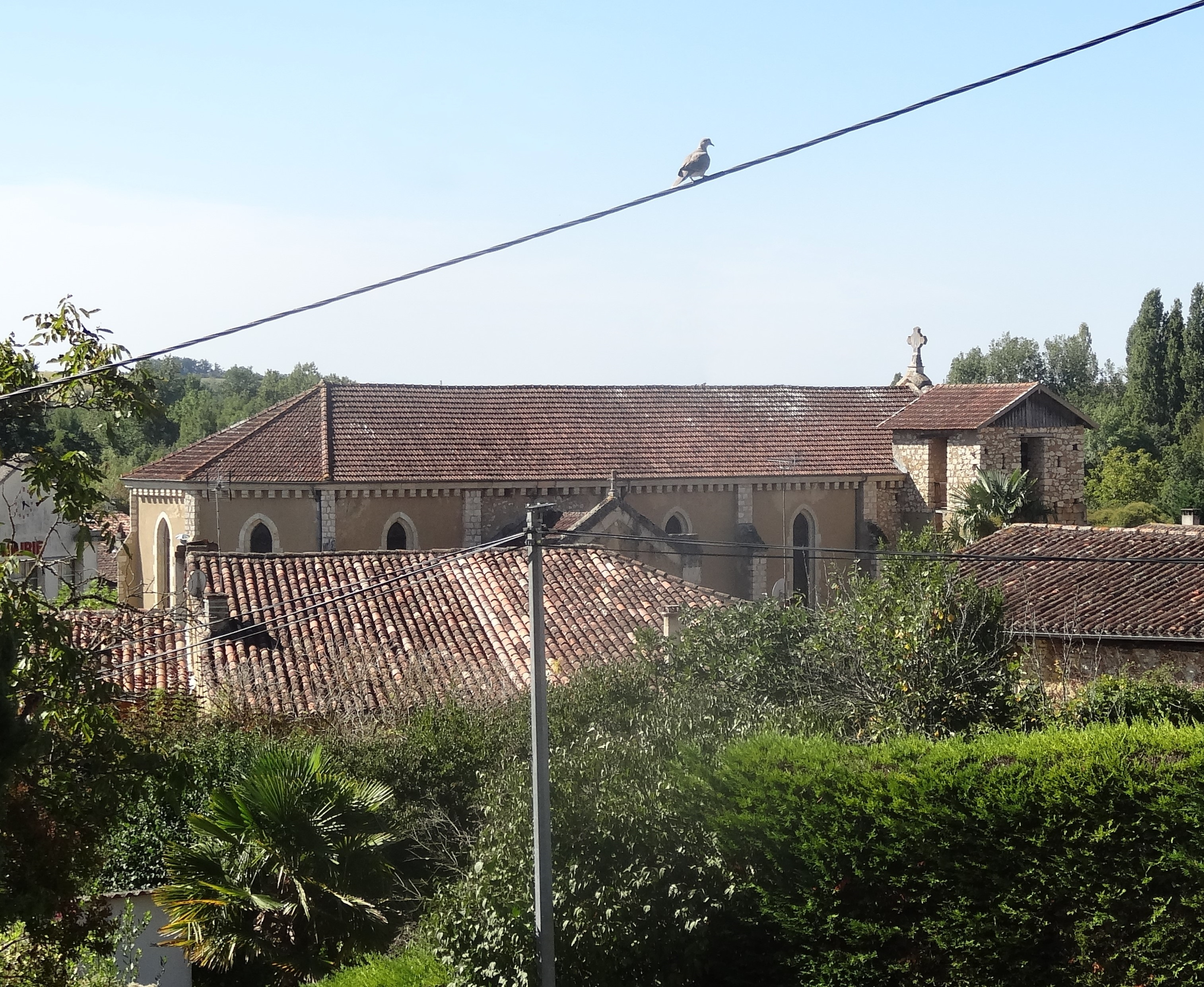
Vue d'ensemble depuis les hauteurs de Montestruc.
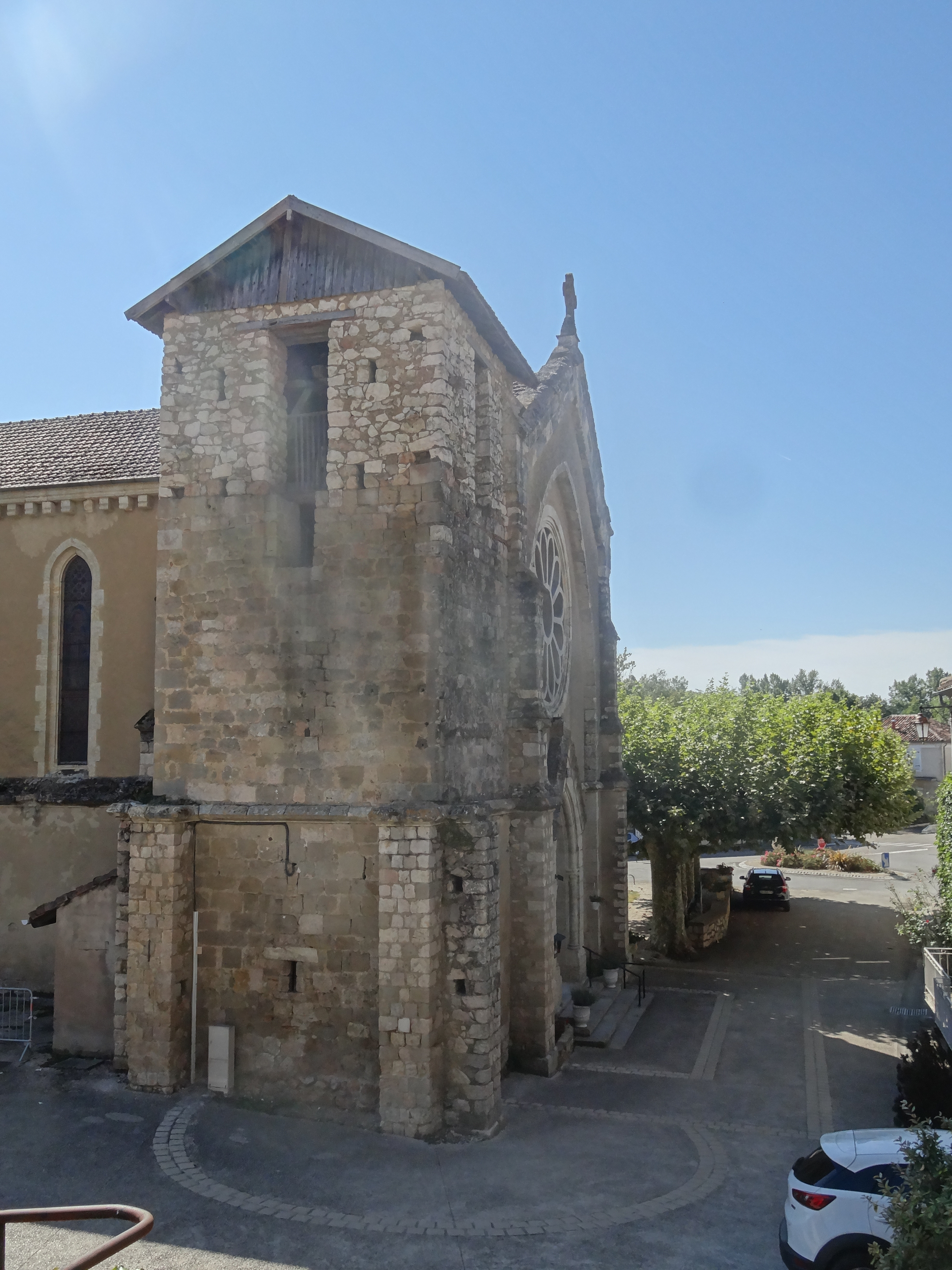
Le clocher.
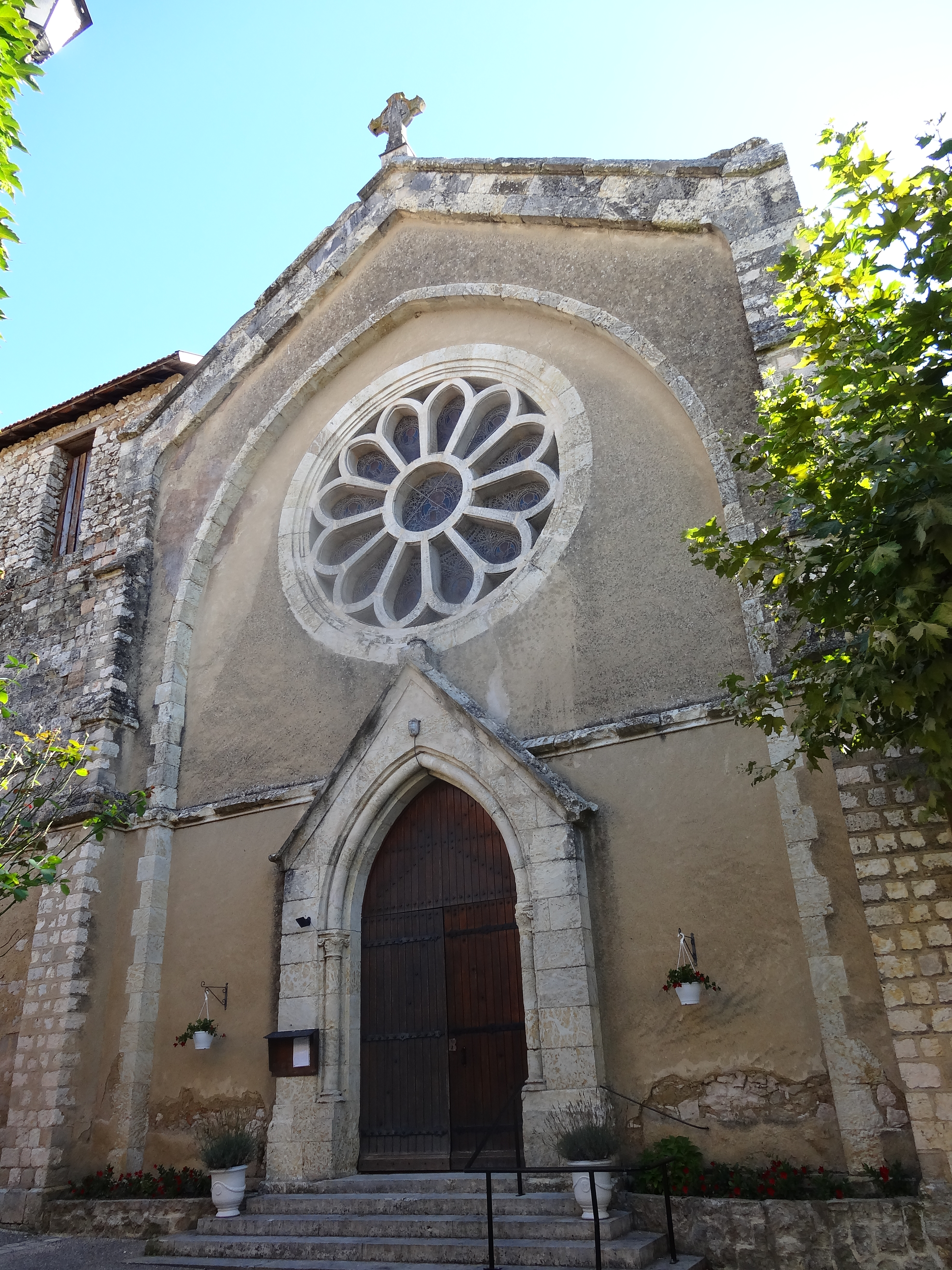
Le portail et la façade occidentale.
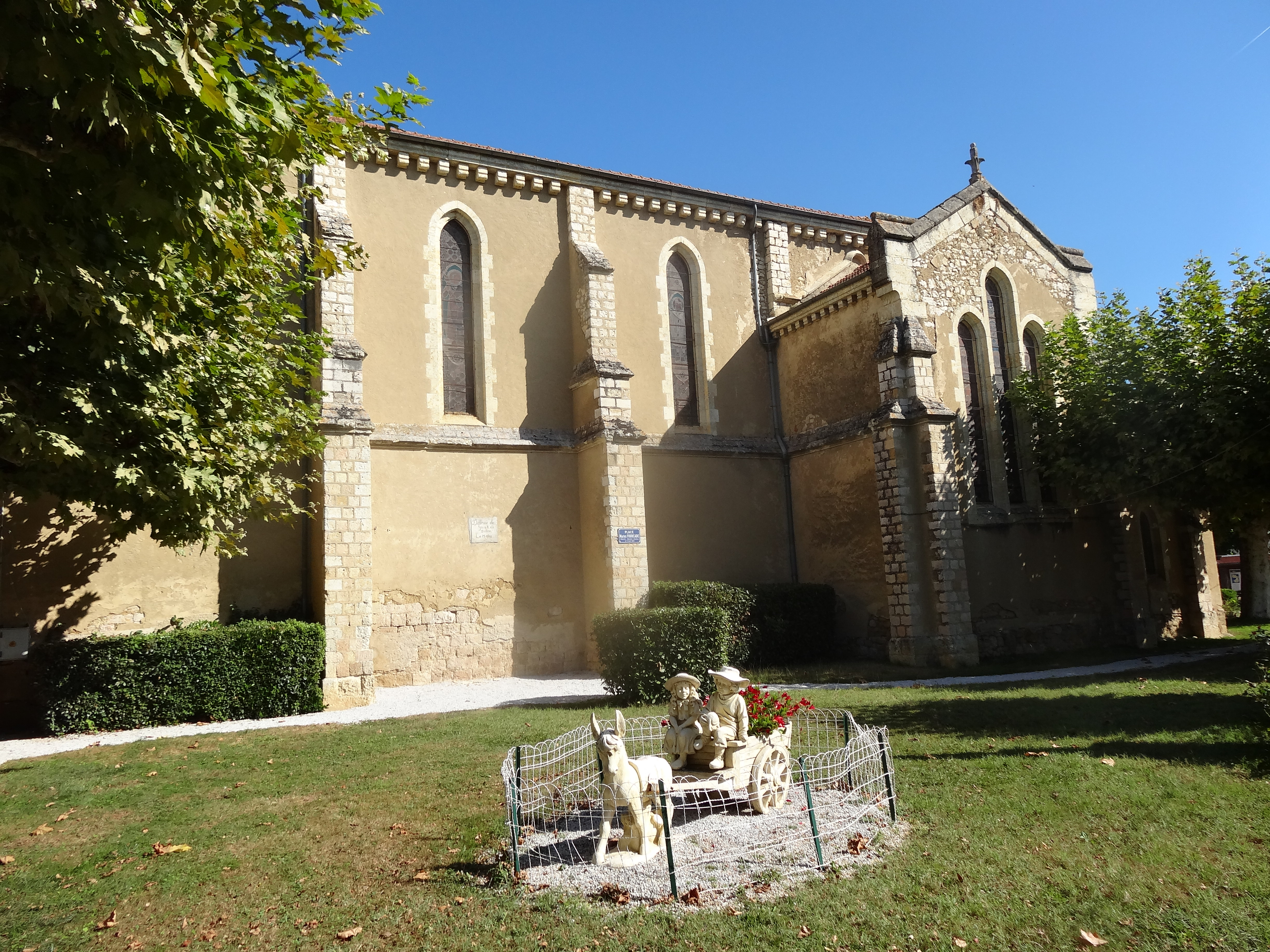
Vue latérale, avec au premier plan une statue fleurie.
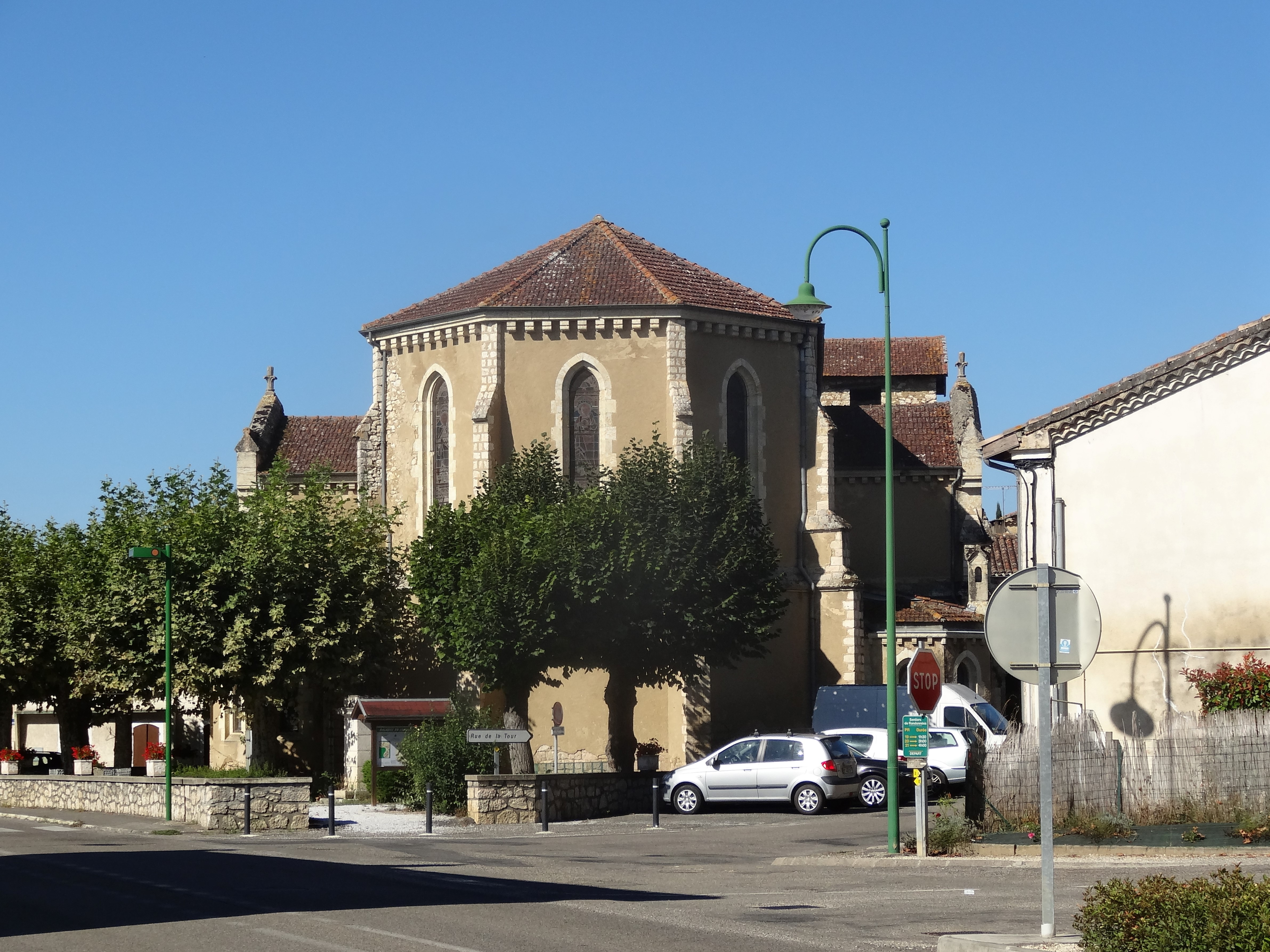
Le chevet.

A Montestruc, on peut voir des bordes (du gascon : borda (prononcer bordo), qui vient du mot germanique boärd (planche) qui a donné l'anglais board et désigne les fermes et leurs granges recouvertes à l'origine d'un bardage de bois dans le Gers). Elles correspondent à une tradition française de l'exploitation des terres par un métayer appelé "bordier". Le métayer et sa famille louent une terre, son cheptel et ses outils avec en échange le partage des récoltes et des produits de l'élevage avec le propriétaire. La borde s'inscrit dans un plan très simple : au centre l'habitation précédée d'un petit hangar ou emban, une travée orientale pour l'établi et une travée occidentale pour la grange ou le chai plus ou moins vaste selon l'importance du vignoble. La famille vivait dans une pièce unique, la seule pourvue d'une cheminée servant pour la cuisine et abritant un four à pain.

Escaliers à Montestruc
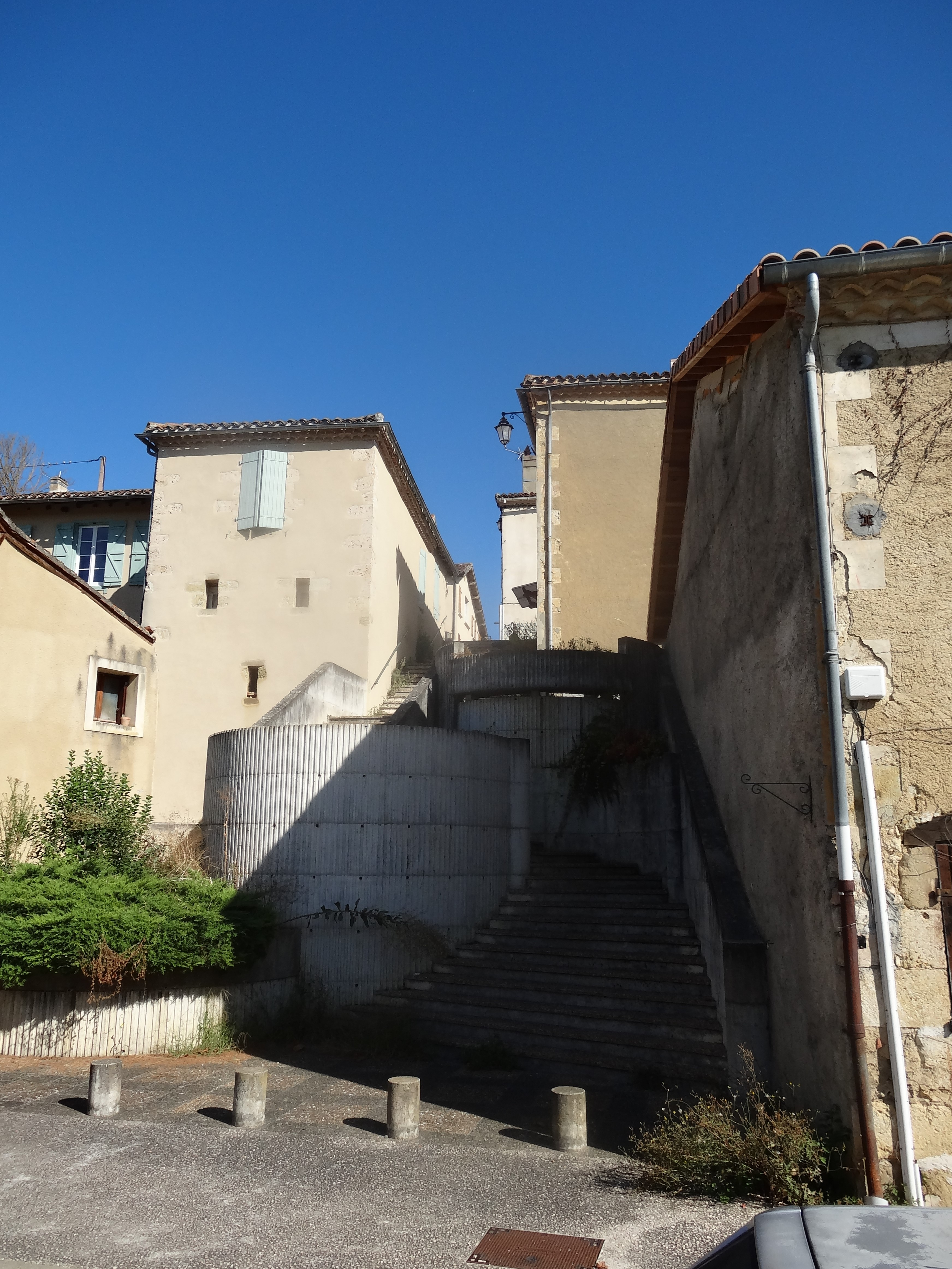
Grand escalier.
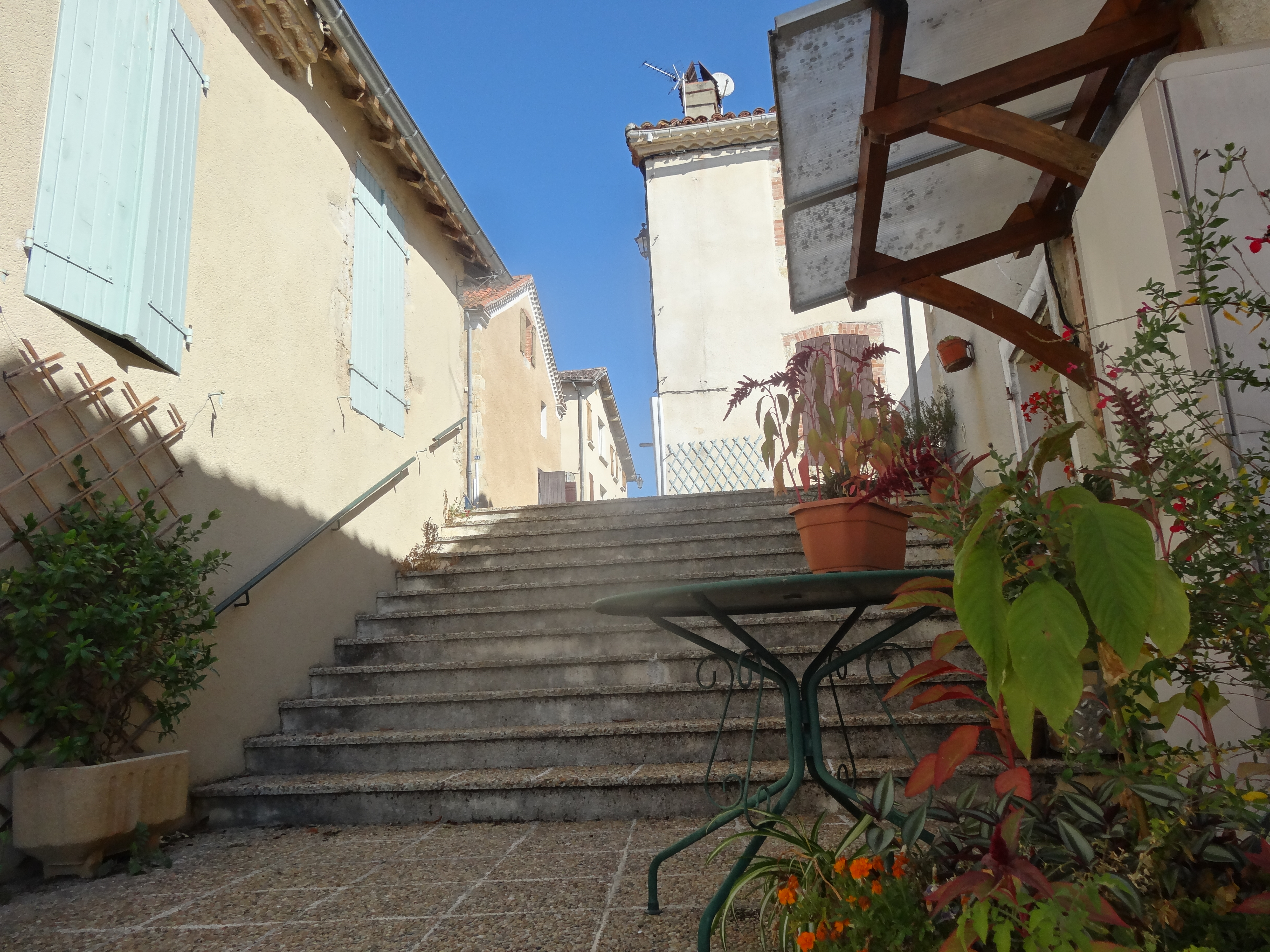
Large escalier.
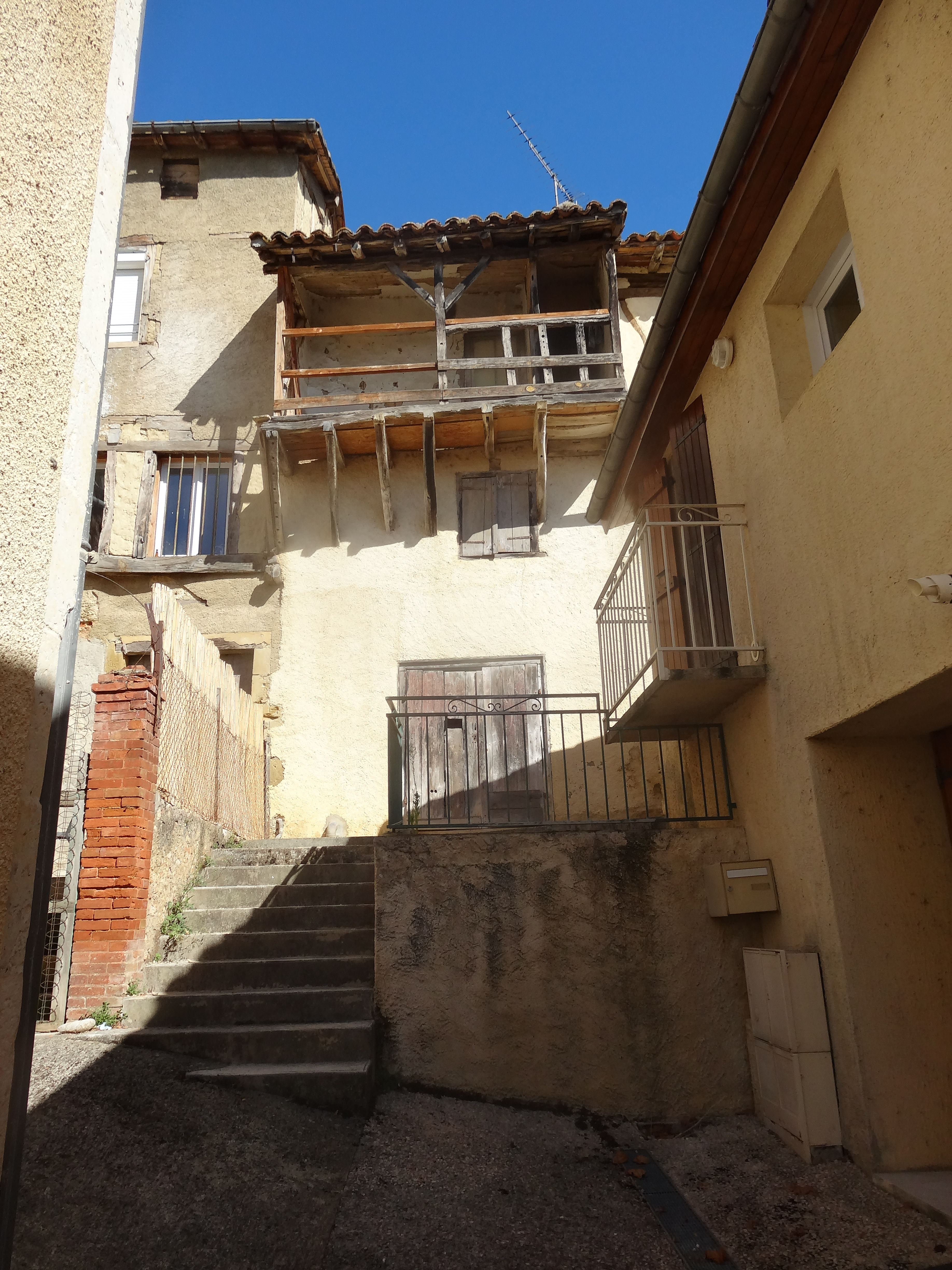
Escalier situé Impasse de la Tour.

Autres lieux et monuments
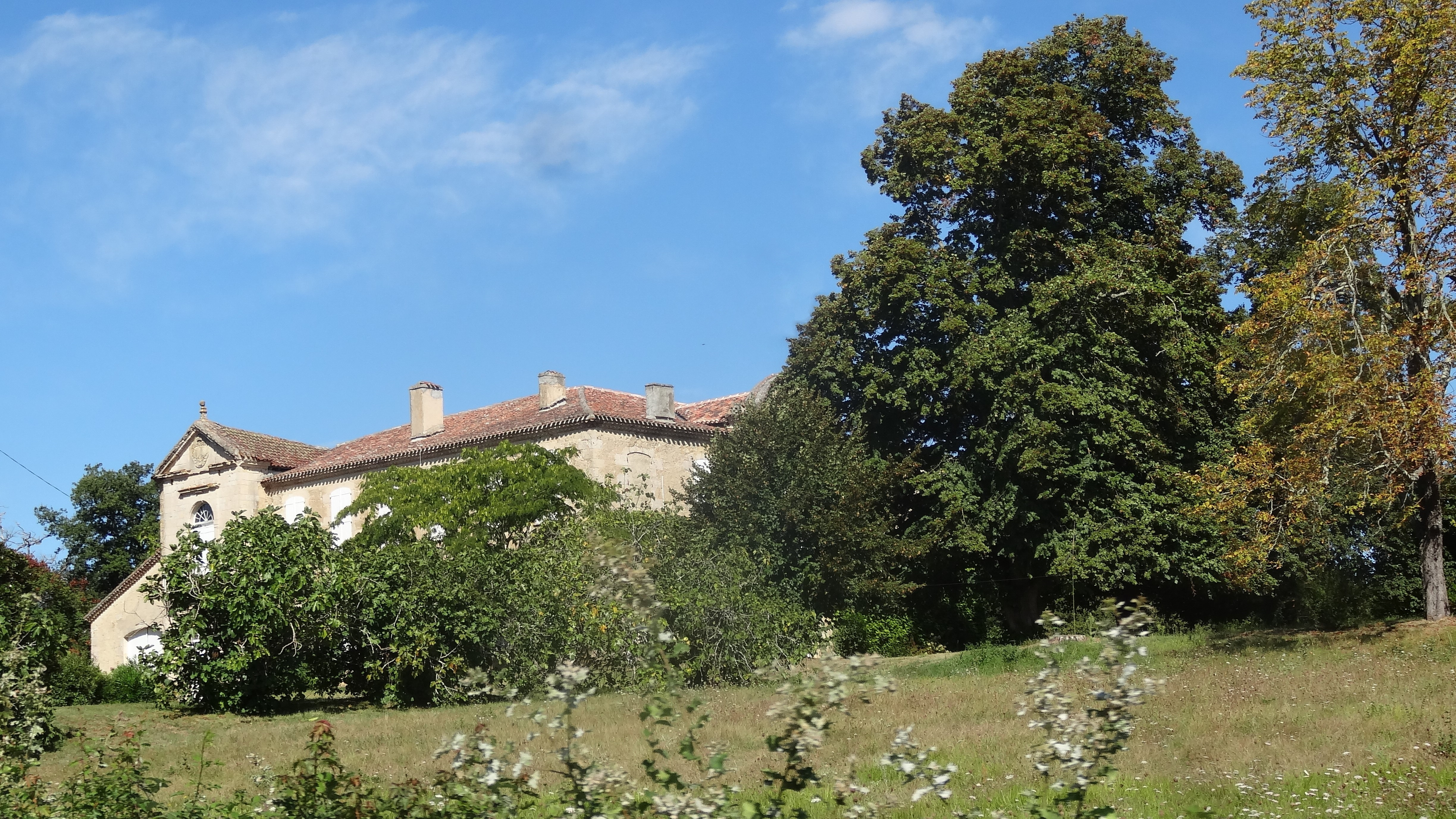
Aperçu du château.
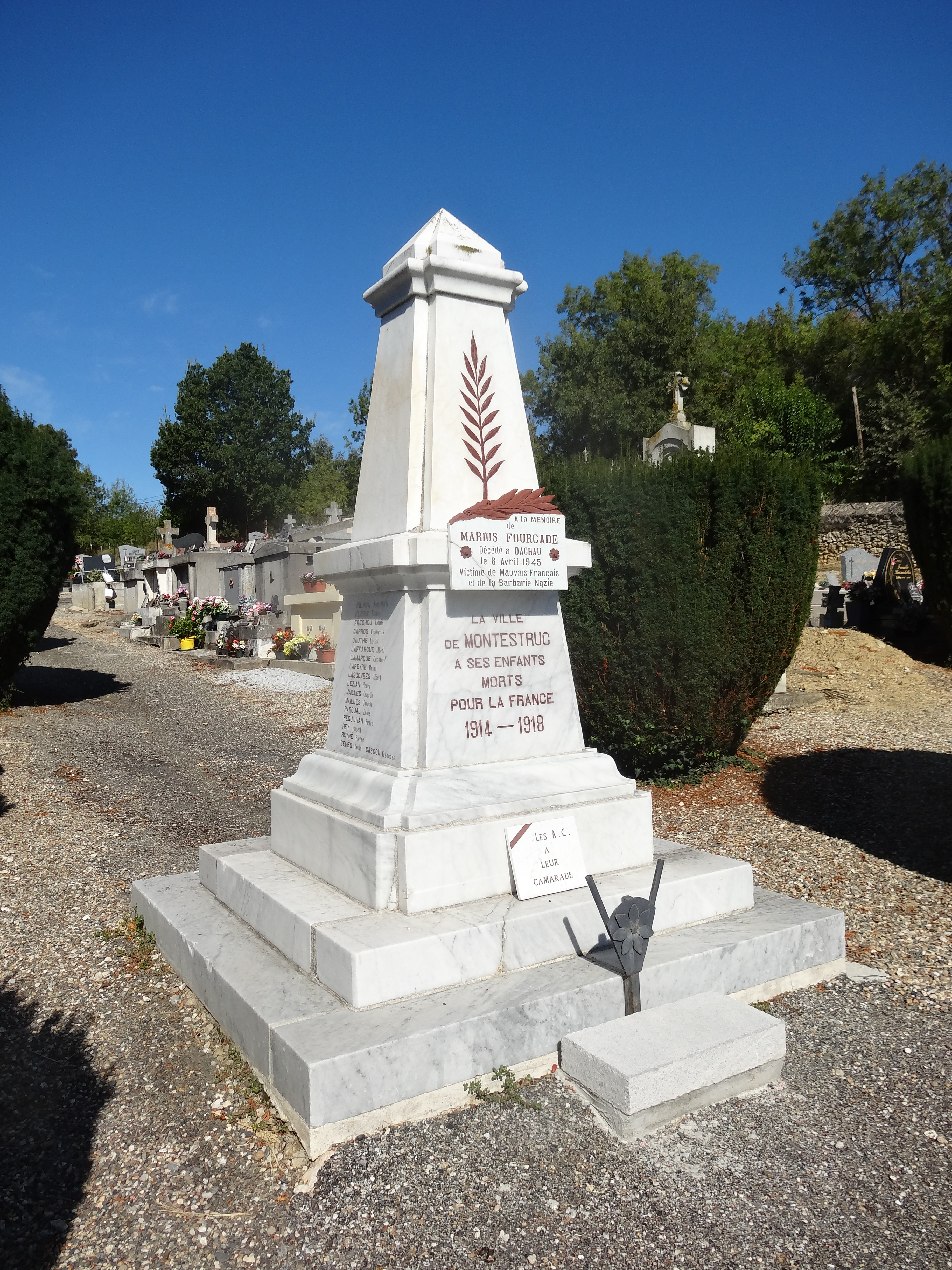
Le monument aux morts situé au sein du cimetière.
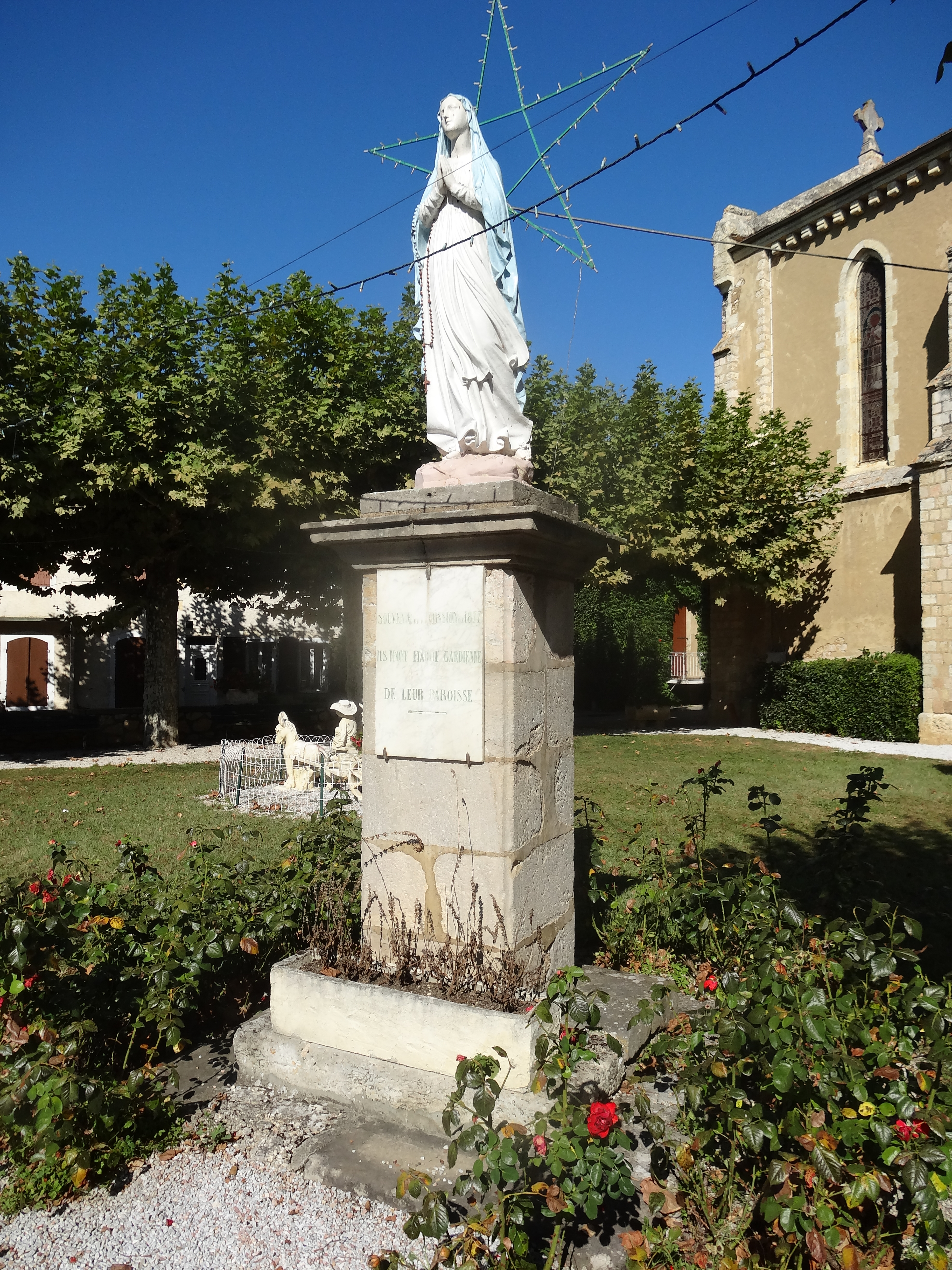
Statue de la Vierge Marie.
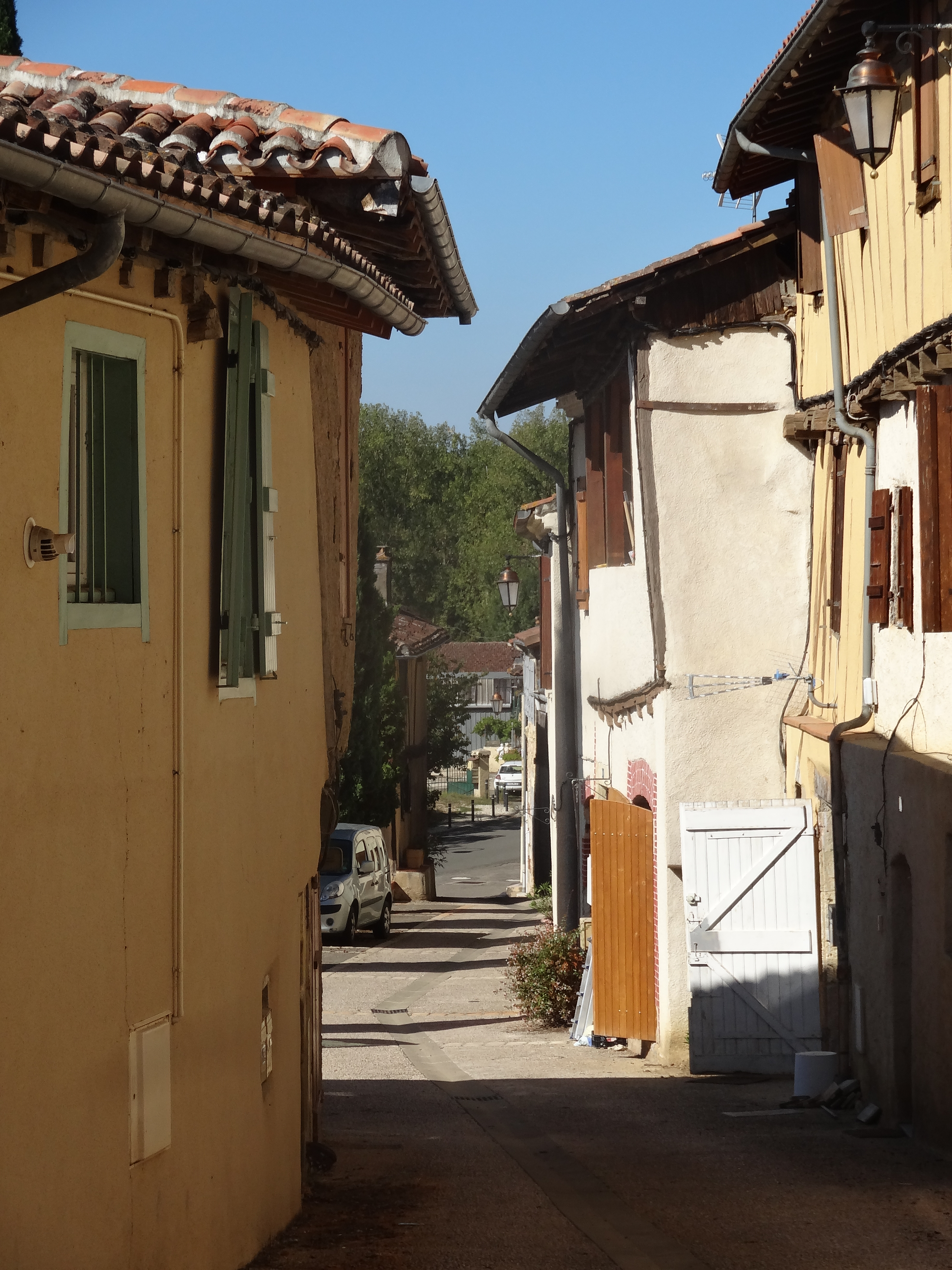
Rue de la Tour avec de belles maisons.
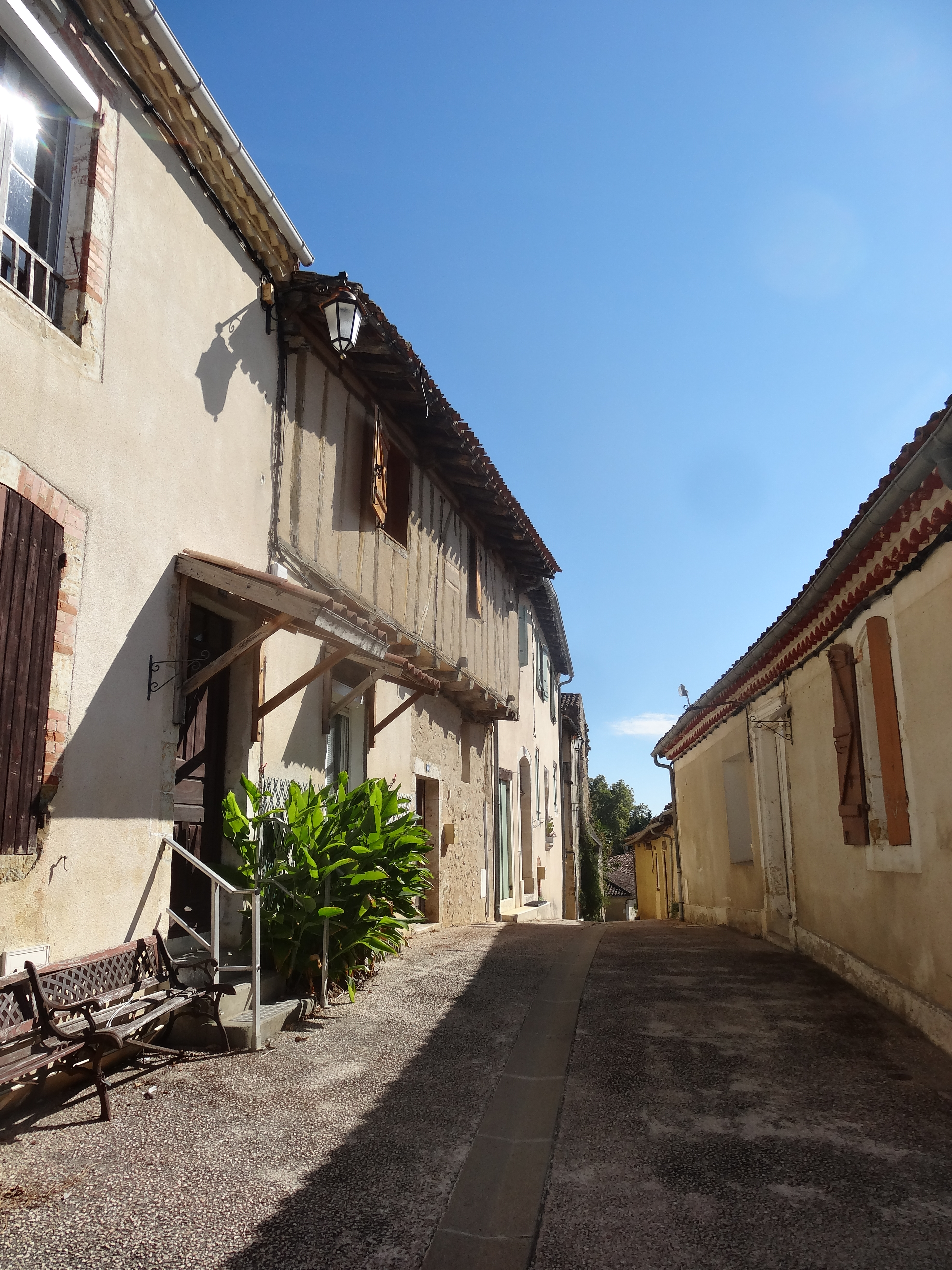
Rue de la Tour avec une maison à colombages et à encorbellement.
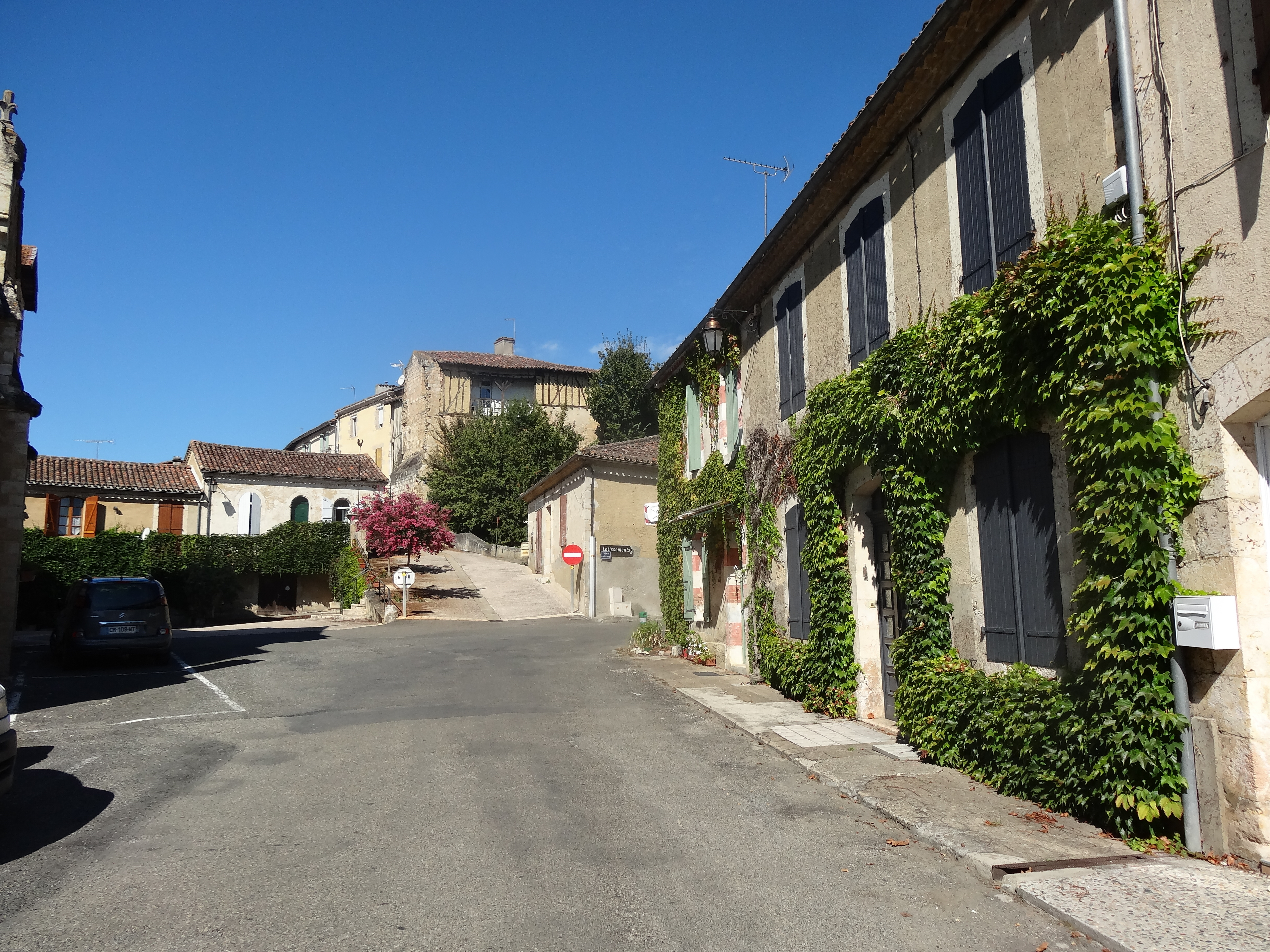
Rue Saint-Caprais.
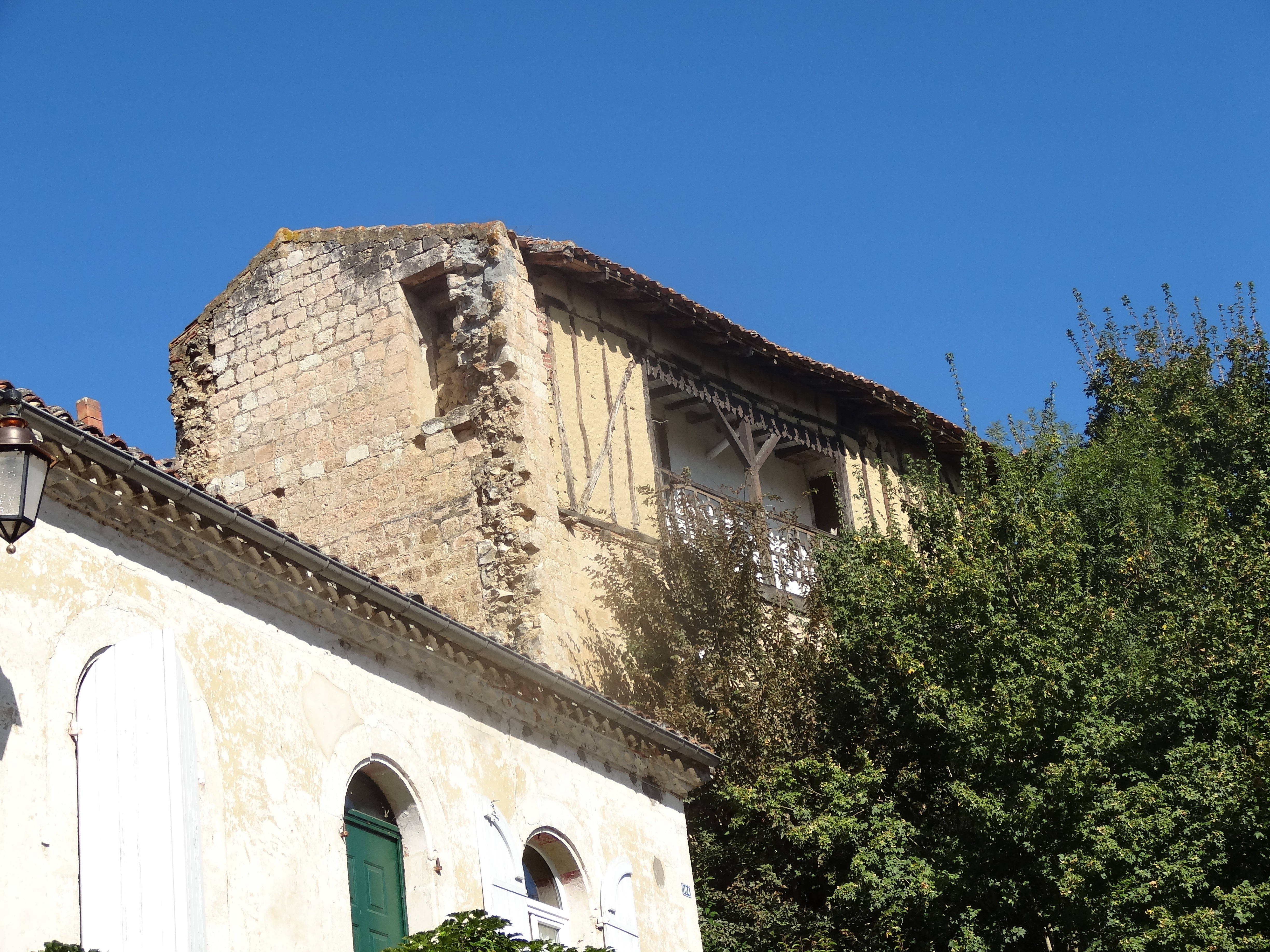
Maison à colombages.

### Héraldique
| Blason de Montestruc-sur-Gers | Blason  | D'azur à un mont de trois coupeaux mouvant de la pointe et surmonté d'un soleil, le tout d'or. |
| Blason de Montestruc-sur-Gers | Détails | Le statut officiel du blason reste à déterminer.                                               |